# Boulevard des Poilus
Le boulevard des Poilus est une voie nantaise.

## Situation et accès
Long de 960 m, situé à la limite des quartiers Malakoff - Saint-Donatien et Doulon - Bottière et constituant une partie des « boulevards de ceinture » nantais, le boulevard part du prolongement du boulevard des Belges au nord, pour déboucher sur le boulevard de Doulon au sud.

## Origine du nom
Il rend hommage aux soldats français de la Première Guerre mondiale qui venait juste de prendre fin, soldats que l'on surnomma les « Poilus ». Auparavant l'artère était une portion du « boulevard Saint-Donatien » jusqu'au 25 mai 1898, date à laquelle ce dernier fut baptisé « boulevard de la Colinière ».

## Historique
Le boulevard fut construit dans les années 1870, afin de relier la commune de Doulon à celle de Chantenay. Sur les plans antérieurs à 1900, l'ensemble de ces artères était désigné sous le nom de « boulevard de ceinture ».
Le nom de « Colinière », attribué dans un premier temps au boulevard, vient du fait que la juridiction des seigneurs de la Colinière s'étendait, avant la Révolution, sur plus de la moitié des terrains qui englobent actuellement l'artère.
Son nom actuel lui a été attribué par délibération du conseil municipal du 30 décembre 1918. 

## Bâtiments remarquables et lieux de mémoire
Le bâtiment le plus caractéristique du boulevard est probablement l'« école François-Dallet » (anciennement « école des Poilus ») sise aux nos 148-150,, et construite entre 1911 et 1913 sur des plans de l'architecte Étienne Coutan, qui a exprimé dans cette réalisation son goût pour le régionalisme et la verdure. L'école, peut-être inspirée des cottages anglais, est constituée de bâtiments aux façades en pierres locales et des espaces verts assurant la liaison entre les différentes parties. L'établissement porte le nom de François Dallet, un instituteur devenu définitivement aveugle lors de la Première Guerre mondiale et qui, ayant repris son activité après sa convalescence, est devenu directeur de l'école jusqu'à sa retraite en 1935. À l'origine, l'établissement comprend deux classes de filles, deux classes de garçons et une « classe enfantine » mixte. Pour faire face à l'augmentation de la population dans le quartier, des agrandissements sont réalisés dans les années 1920 et 1930.

## Coordonnées des lieux mentionnés
1. ↑  École élémentaire publique François-Dallet : 47° 14′ 03″ N, 1° 32′ 01″ O